# Pragal
Pragal è una ex freguesia del Portogallo facente parte del Comune di Almada, con un'area di 2,46 km² e 7.156 abitanti (2011).
Da questa freguesia parte il ponte 25 de Abril (inaugurato nel 1966) che, attraversato il Tago, raggiunge Lisbona.

## Localizzazione
Confina a nord con il fiume Tago, a est con le freguesias di Almada e Cova da Piedade, a sud con la freguesia di Feijó e ad ovest con la città di Caparica. È parte integrante della città di Almada.

## Storia
Malgrado il termine "pragal" indichi un terreno arido, la freguesia si sviluppa su terreni fertili. Secondo lo storico R.H. Pereira de Sousa il suffisso "al" indica qualcosa di caratteristico e l'origine della parola deriverebbe da "espargal", produttore di asparagi ("espargos" in portoghese); e, effettivamente, in documenti antichi appaiono i toponimi di Espargal e Pargal.
Fino al 1878 Pragal faceva parte della freguesia di Santa Maria do Castelo, ma in quell'anno fu assorbita da quella di Santiago (oggi non più esistente).
Nella freguesia si possono incontrare esempi architettonici dei secoli XVII e XVIII, periodi durante i quali Pragal avrebbe goduto di una certa prosperità, intimamente legata allo sviluppo della coltivazione della vite. Tuttavia nel XIX sec. le vigne sarebbero state colpite dalla fillossera (Daktulosphaira vitifoliae) che avrebbe danneggiato irrimediabilmente le colture di tutto il comune di Almada.
Con la scomparsa della viticoltura, lo sviluppo della freguesia subì un duro colpo, mitigato solo parzialmente dallo sviluppo della rete viaria e dalla costruzione di nuove abitazioni.
Tuttavia lo stile di vita del XX secolo, con i contadini trasformatisi in operai (ed avendo così peggiorato le proprie condizioni di vita), fu la causa di una notevole decadenza, mitigata solo in parte dalla nascita di alcune associazioni, la Cooperativa de Consumo (1918) e la Sociedade Recreativa União Pragalense (1919). 
Il grande sviluppo di Pragal si ebbe dopo la Rivoluzione dei Garofani e l'avvento del regime democratico: innanzitutto la conservazione ed il miglioramento di Pragal, a seguire l'elevazione al rango di freguesia (1985), la costruzione dell'Ospedale Garcia da Horta nel 1991 (il più importante del Distretto di Setúbal) e della metropolitana (2007).

## Società

### Evoluzione demografica
| Indicatore | 1991  | 2001  | Variazione % |
| ---------- | ----- | ----- | ------------ |
| Residenti  | 6.990 | 7.514 | 7,5          |
| Famiglie   | 2.073 | 2.619 | 26,3         |
| Alloggi    | 2.573 | 3.285 | 27,7         |
| Edifici    | 536   | 477   | -11,0        |

### Istituzioni, enti e associazioni
Le principali associazione della zona sono:
- IMARGEM - Associação de Artistas Plásticos de Almada
- Associação Cultural Manuel da Fonseca
- Cooperativa de Consumo União Pragalense - Pluricoop
- Sociedade Recreativa União Pragalense
- Ar.Co - Centro de Arte e Comunicação Visual

## Economia
In termini commerciali, Pragal vive di servizi, piccolo commercio e dell'industria di raffinazione degli olii con stabilimenti insediati nella zona nota con il nome di Palença de Cima.

## Feste e ricorrenze
- San Giovanni Battista (24 giugno)
- Festa della promozione a freguesia